# Trabrennbahn Mariendorf
Trabrennbahn Mariendorf är en travbana i Berlin, Tyskland, belägen i stadsdelen Mariendorf. Travbanan grundades 1913 och var under 1920-talet en av Tysklands stora travbanor. Trots skador från bombangrepp var banan i drift även under större delen av andra världskriget.
Banan upplevde en andra blomstringstid mellan 1945 och 1990, då den var ett viktigt centrum för trav och hästsport i Västberlin. Efter Berlinmurens fall har direktspelet på banan avtagit och många hästägare flyttat från Berlin ut till det omkringliggande Brandenburg. Banans ekonomi försämrades därför kraftigt under 1990-talet. Av denna anledning har sedan dess stora delar av området styckats av för nybyggnationer.
På banan arrangeras årligen Deutsches Traber Derby första helgen i augusti.